# Cork City FC
Cork City F.C. este un club de fotbal din Cork, Irlanda, ce evoluează în FAI Premier Division.

## Lotul actual de jucători (2009-2010)
| Nr. |                       | Poziție | Jucător            |
| --- | --------------------- | ------- | ------------------ |
| 2   | Republica Irlanda     | F       | Neal Horgan        |
| 3   | Anglia                | F       | Danny Murphy       |
| 4   | Republica Irlanda     | F       | Stephen Mulcahy    |
| 5   | Republica Irlanda     | M       | Greg O'Halloran    |
| 6   | Anglia                | F       | Dan Murray         |
| 8   | Republica Irlanda     | M       | Joe Gamble         |
| 9   | Letonia               | A       | Guntars Silagailis |
| 10  | Bosnia și Herțegovina | A       | Fahrudin Kudozović |
| 11  | Republica Irlanda     | M       | Billy Dennehy      |
| 14  | Republica Irlanda     | F       | Cillian Lordan     |

| Nr. |                   | Poziție | Jucător           |
| --- | ----------------- | ------- | ----------------- |
| 15  | Republica Irlanda | P       | Dan Connor        |
| 16  | Republica Irlanda | P       | Mark McNulty      |
| 17  | Republica Irlanda | A       | Tim Kiely         |
| 18  | Republica Irlanda | M       | Shane Duggan      |
| 19  | Republica Irlanda | A       | Ian Turner        |
| 20  | Republica Irlanda | A       | Paul Deasy        |
| 24  | Republica Irlanda | M       | Stephen O'Donnell |
| 25  | Republica Irlanda | M       | Davin O'Neill     |
| 26  | Republica Irlanda | F       | Kevin Long        |
| 27  | Republica Irlanda | A       | Gareth Cambridge  |